# Steenen Huis
Het Steenen Huis of Poorthof is een kasteel in het Nederlandse dorp Sint Geertruid, provincie Limburg. Sinds 1967 is het een rijksmonument.

## Naamgeving
De naam Steenen Huis is afkomstig van de leistenen (‘scheversteen’) die in de 17e eeuw als dakbedekking werden gebruikt. Het huis werd hierom Scheversteenenhuys genoemd, dat uiteindelijk werd ingekort tot Steenen Huis.
Van de 16e tot in de 18e eeuw was ook wel de naam Poorthof of Poorthoef in gebruik. Deze naam verwees naar de toegangspoort die het complex een gesloten karakter gaf.

## Geschiedenis
Het Steenen Huis is in de 15e eeuw gebouwd. De oudst bekende eigenaren waren afkomstig uit de familie Van de Munckhoff. In 1538 werd tussen de kinderen van Willem van de Munckhoff een erfdeling overeengekomen: de twee dochters deden afstand van hun aanspraken op het Steenen Huis ten gunste van hun broer Jan.
In de 16e eeuw kwam het Steenen Huis door een huwelijk terecht bij familie Van Libeek. Via Jan Hoen van Amstenrade kwam het huis in 1714 door aankoop in bezit van jonker Willem de Frongteau. Diens nazaat Leonard van der Heyden genaamd Belderbusch verkocht het Steenen Huis in 1667 weer door aan Mattheus Spits, een rijke boer uit Herkenrade. Zijn zoon Lambert kreeg het huis in 1695 van zijn vader, die overigens enkele kamers in het huis voor zichzelf behield. Sindsdien bleef het Steenen Huis in bezit van lokale, niet-adellijke families.
Het Steenen Huis werd in de eerste helft van de 19e eeuw geschikt gemaakt om door meerdere gezinnen te worden bewoond. Na een brand in 1976 is het huis gerestaureerd en kwam het in beheer van een stichting.

## Beschrijving
Het in mergel opgetrokken Steenen Huis dateert in de huidige vorm vooral uit het eerste kwart van de 17e eeuw. Het was vermoedelijk jonkheer Willem de Frongteau die de 15e-/16e-eeuwse voorganger grondig liet verbouwen. Waarschijnlijk is er ook gebruik gemaakt van het materiaal van het oude huis, getuige de 15e-eeuwse vensters van hardsteen.
Het huis heeft een afmeting van 8 bij 15 meter. Het is deels onderkelderd en heeft twee woonlagen, afgedekt met een zadeldak tussen trapgevels. De hoofdverdieping was oorspronkelijk één zaal met aan beide uiteinden een schouw. Aan de buitenzijde bevonden zich twee uitkragende latrines. Begin 19e eeuw werd het huis overdwars verdeeld in twee woningen, maar dit is eind 20e eeuw weer ongedaan gemaakt. Op de bovenverdieping is nog een 16e-eeuwse schouw aanwezig.
Het terrein is toegankelijk via een poort. De overige gebouwen zijn nog vóór 1800 opgetrokken in breuksteen, mergel, baksteen en vakwerk.
De muren van het Steenen Huis zijn minder dan één meter dik. Hierdoor zal het huis geen verdedigende maar vooral een representatieve functie hebben gehad.

## Bekende bewoners
In 1965 streek het schrijversechtpaar Noud van den Eerenbeemt en Ronny Vermeulen hier neer, met tevens een plan voor opknappen van het gebouw. Hun verbouwingen werden tenietgedaan door een uitslaande brand rond 25 juli 1976, waarbij het gebouw grotendeels een ruïne werd; de schade werd geschat op 1,5 miljoen gulden. Nadat het gebouw gerestaureerd werd kwam Jan van der Dussen van het Algemeen Burgerlijk Pensioenfonds er te wonen.
Aerwinkel · Kasteel Afferden · Aldt Huys · Aldenborgh · Kasteel Aldenghoor · Aldenhoven · Alte Burg · Kasteel Amstenrade · Slot Annendael · Kasteel Arcen · Baersdonck · Bakvliet · Baronsberg · Baxhof · Beegden ·  Benzenrade · Kasteel De Berckt · Kasteel Bethlehem · Beusdaelshof · Binsfeld · Huis Blankenberg · Kasteel Bleijenbeek · Blitterswijck · Boerlo · Bolberg · Bollenberg · Kasteel De Bongard · Borggraaf · Kasteel d'Erp · Kasteel Borggraaf · Kasteel Borgharen · Kasteel Born · Huis Bree · Breust · Kasteel Broekhuizen · Broekhuizen · Gracht Burggraaf · Kasteel De Burght · Kasteel Cartils · Cloppenburg (Oost-Maarland) · Kasteel Cortenbach · Huis De Dael · Dammerscheid · Kasteel De Bockenhof · De Donck (Sevenum) · De Donck (Swolgen) · De Dorth ·  Huis ten Dijcken · Kasteel Doenrade · De Doom · Douve · Douvenrade · De Dries · Kasteel Erenstein · Kasteel Eijsden · Eijsden · Einrade · Kasteel Elsloo · Ensenbroek · Eperhuis · Etzenraderhuuske · Exaten · Kasteel Eijckholt · Kasteel Eyckholt · Eys · Gastendonck · Kasteel Genbroek · Gebroken Slot · Kasteel Geijsteren · Kasteel Op Genhoes · Kasteel Genhoes · Genneperhuis · Kasteel Het Geudje · Kasteel Geulle · Kasteel Geusselt · Geijsteren · Gen Heck · Ghoor · Kasteel Goedenraad · Kasteel Grasbroek · Kasteel Groenendaal · Groethof · Groot Paarlo · Kasteel van Gronsveld · De Gun ·Kasteel Haeren · Kasteel Den Halder · Heerlaer · Heeze · Heijen · 's-Herenanstel · Kasteel Hillenraad · Kasteel Hoensbroek · Hoenshuis · Holstrate · Holtmühle · Huize Holtum · Kasteel Horn · De Horst · Huys ter Horst · Ten Hove (Grathem) · Ten Hove (Panningen) · Huis Brias · Huis Darth ·  Kasteel Hurpesch · Kasteel Sint-Jansgeleen · Kasteel Jerusalem · Kasteel Kaldenbroek · Den Kamp · Kasteel Karsveld · Kasteel Keverberg · Klein Paarlo · Klimmender Huuske · De Kolck · Koppelberg · Laar · Landsfort · Kasteel Lemiers · Kasteelruïne Lichtenberg · Kasteel Limbricht · Lonesteyn · Huize Lovendael · Mazenburg · Kasteel van Meerlo · Kasteel Meerssenhoven · Meezenbroek · Kasteel van Mheer · Middelaar · Kasteel Millen · Kasteel Montfort · Movert · Mulrode · De Munt · Château Neercanne · Kasteel Neubourg · Nienghoor · Huis Nierhoven · Kasteel Nieuwenbroeck · Nije Huys · Kasteel Nijenborgh · Kasteel Nijswiller · Nijthuysen · Kasteel Obbicht · Oedenrade · Kasteel Ooijen · Kasteel Oost (Valkenburg) · Kasteel Oost (Oost-Maarland) · Kasteel Ouborg · Overen · Kasteel Passarts-Nieuwenhagen · Prickenis · Prinsenhof · Puth · De Putting · Raath · De Raay · Ravenhof · Kasteel Reijmersbeek · Kasteel van Rijckholt · Kasteel Rivieren · Rodenbroek · Rosendaal · Kasteel Schaesberg · Kasteel Schaloen · Te Scharen · Schenkenburg · Kasteel Scheres · De Spijker (Geijsteren) · De Spijker (Leeuwen) · Huis Severen · Sibberhuuske · Château St. Gerlach · Spraland · Huis De Spyker · Huize Stalberg · Stalberg (Wellerlooi) · De Steeg · Kasteel Stein · Steinhagen · Steenen Huis · Stoel van Swentibold · Strijthagen (Landgraaf) · Strijthagen (Welten) · Struyver · Kasteel Terborgh · Terlinden (Wijnandsrade) · Terveurdt · Ter Weyer · Kasteel Ter Worm · De Tombe · Huis De Torentjes · Triest · Trippaert · Kasteel Vaalsbroek · Kasteel Vaeshartelt · Valkenburg · Vliek · De Vroenhof · Vrijburg · Kasteel Wambach · Warenberg · Well · Weyershof ·  Wijlre · Kasteel Wijnandsrade · Wijnandsrade · Wijnantshof · Wissegracht · Huize Witham · Kasteel Wittem · Wolfrath · Wylre